# Manuel Asur
 (novembre 2014).
Manuel Asur (Manuel González García) (Güeria Carrocera, San Martín del Rey Aurelio, Asturies, 1947) est un essayiste et poète espagnol, considéré le premier poète moderne en asturien. Il est docteur en philosophie et articuliste pour les publications La Nueva España. Il travaille pour la Consejería de Medio Rural y Pesca del Principado de Asturias.

## Livres
- Cancios y poemes pa un riscar (1977).
- Camín del cumal fonderu (1978).
- Vívese d'oyíes: Poemes bilingües (1979).
- Congoxa que ye amor (1982).
- Destruición del poeta (1984).
- Hai una llinia trazada (1987).
- Poesía 1976-1996 (1996).
- Orbayos (2002).
- El libro de las visitas (2003) En espagnol.
- El solitario de Avilés    (2008) En espagnol.
- Balada del balagar (2011).
- Las arrogancias del barro (2015) En espagnol  (ISBN 9781326271565), lulu.com.